# Португалия на «Евровидении-1986»
Португалия принимала участие в тридцать первом выпуске телевизионного конкурса Евровидение-1986, который состоялся 3 мая в Бергене, Норвегия. Страну представляла певица Дора Мария Рейш Диаш де Хесус (более известная как Дора) с песней Não sejas mau para mim ("Не будь сердитым со мной"), написанной Гильермо Инешем, Же де Понте и Луишем Мануэлом де Оливейра Фернандешем. По итогам голосования она заняла 14-е место из 20, набрав 28 очков. Тем не менее, Não sejas mau para mim стала предшественницей португальской заявки на Евровидение-1987 Neste barco à vela в исполнении группы Nevada. Конкурс был показан на канале RTP1 с комментариями Фиалхо Гувейя. Глашатаем, объявлявшим очки Португалии, была Маргарида Андраде.

## До «Евровидения»

### Национальный отбор
Начиная с 1964 года, когда Португалия дебютировала на Евровидение, телекомпания RTP организовывает национальный отбор под названием Festival da Canção. Данная процедура была использована и при отборе заявки 1986 года. Двадцать третий выпуск Festival da Canção состоялся 22 марта в телестудии RTP в Лиссабоне. Ведущими были Энрике Мендеш и Мария Хелена Фиалхо Гувейя, которая вела самый первый выпуск Festival da Canção в 1964 году. Особенностью данного отбора стало то, что каждый из четырёх регионов Португалии (Понта Дельгада, Фуншал, Порту и Лиссабон) предоставили телекомпании по три песни, а победитель определялся решением экспертной группы. Только трое лучших было объявлено публике.
| Порядковый номер | Исполнитель                    | Название песни           | Место |
| ---------------- | ------------------------------ | ------------------------ | ----- |
| 1                | Grupo Rimanço                  | No vapor da madrugada    | 3     |
| 2                | Карлос Алберту Мониз и A Banda | Canção para José da Lata | -     |
| 3                | Луиш Бетанкур                  | Cais de encontro         | -     |
| 4                | Луиш Филипе                    | Tango da meia-noite      | -     |
| 5                | Пауло Ферраз                   | Um amor, uma ilha        | -     |
| 6                | Серхиу Борхес                  | Quebrar a distância      | -     |
| 7                | Не Ладейраш                    | Dessa juras que se fazem | -     |
| 8                | Trabalhadores do Comércio      | Tigres de bengala        | 2     |
| 9                | Габриэла Шааф                  | Cinzas e mel             | -     |
| 10               | Лара Ли                        | Rápidamente              | -     |
| 11               | Дора                           | Não sejas mau para mim   | 1     |
| 12               | Fá                             | Uma balada de amor       | -     |

## На «Евровидении»
В Бергене Дора выступала под номером 20, сразу после Финляндии, закрыв, тем самым, конкурсную программу. По итогам голосования она заняла 14-е место из 20, набрав 28 очков. 12 очков португальское жюри присудило стране-победительнице, Бельгии. Дирижёром оркестра во время исполнения португальской заявки был Колин Фречтер.

### Голосование
| Очки      | Страна                               |
| --------- | ------------------------------------ |
| 12 баллов |                                      |
| 10 баллов |                                      |
| 8 баллов  | - Испания                            |
| 7 баллов  | - Израиль                            |
| 6 баллов  |                                      |
| 5 баллов  |                                      |
| 4 балла   | - Великобритания - Норвегия - Турция |
| 3 балла   |                                      |
| 2 балла   |                                      |
| 1 балл    | - Дания                              |

| Очки      | Страна         |
| --------- | -------------- |
| 12 баллов | Бельгия        |
| 10 баллов | Швейцария      |
| 8 баллов  | Ирландия       |
| 7 баллов  | Нидерланды     |
| 6 баллов  | Люксембург     |
| 5 баллов  | Дания          |
| 4 балла   | Германия       |
| 3 балла   | Испания        |
| 2 балла   | Великобритания |
| 1 балл    | Австрия        |